# Design against fur
Design against fur (DAF) er en årlig international designkonkurrence, der skal vise modstand mod pels, og som skal få folk til at lade være med at gå med pels.
Arrangørerne mener, at dyrene gøres til ofre på grund af deres pelse, og de ønsker i stedet at dyr skal værdsættes og respekteres.
DAF blev startet i 2003 af den internationale koalition Fur Free Alliance, der består af dyreværnsgrupper fra hele verden. I løbet af de seks år DAF nu har eksisteret, er den blevet en stor international event, med tusinder af deltagere i 2008. Bidragene vurderes af eksperter indenfor design og markedsføring, og der er også mulighed for at de kan bruges i nationale og internationale kampagner mod pels.
De fleste deltagere i DAF er designstuderende, men konkurrencen er også åben for andre studerende. I hver region afholdes der som regel en egen præmieoverrækkelse, hvor de regionale vindere kåres, inden alle bidrag går videre til den internationale konkurrence. 
Præmieoverrækkelserne er store events der kendte kulturpersoner deltager som dommere. For eksempel har Stella McCartney, Mickey Boardman fra Paper Magazine, Milton Glaser og Prinsesse Catherine Aga Khan været involverede.

## Ekstern henvisning
- DAFs hjemmeside (engelsk) Arkiveret 25. juli 2008 hos  Wayback Machine
- DAFs hjemmeside (dansk) Arkiveret 10. juli 2009 hos  Wayback Machine